# Asgard's Wrath 2
Asgard's Wrath 2 es un juego de rol de acción desarrollado por Sanzaru Games y publicado por Oculus Studios para la serie Meta Quest de cascos de realidad virtual. Es la secuela de La ira de Asgard (2019). El juego se lanzó en todo el mundo en diciembre de 2023 y se incluyó de forma gratuita como juego de lanzamiento de Meta Quest 3.

## Gameplay
Los jugadores controlan a un dios nórdico que posee mortales que tienen destinos importantes. Después de ser traicionado por Loki en Asgard Wrath, el protagonista es liberado de la esclavitud y enviado a Egipto. Allí, los jugadores interactúan con dioses de la mitología egipcia y buscan una manera de vengarse de Loki. Los jugadores pueden explorar el mundo abierto; posee cuatro personajes, cada uno de los cuales tiene su propia historia y árbol de habilidades; hablar con personajes que no sean jugadores; jugar minijuegos; resolver rompecabezas; y participar en combates con enemigos y jefes. Los jugadores cuentan con la ayuda de seguidores, que también tienen sus propias historias. 

## Desarrollo
El estudio Sanzaru Games, con sede en California  comenzó el desarrollo de Asgard's Wrath 2 poco después del lanzamiento de Asgard's Wrath a finales de 2019.  Como resultado del compromiso de Meta con sus dispositivos independientes y la descontinuación de la familia de auriculares no independientes Oculus Rift, la secuela cambió de plataforma y ya no requirió un auricular conectado a una computadora con Microsoft Windows y, en cambio, se volvió exclusiva de los auriculares Meta independientes.
Tras el éxito del original, el desarrollador Sanzaru Games fue adquirido por Oculus Studios de Meta en 2020.  Asgard's Wrath 2 se anunció junto con Meta Quest 3 durante Meta Quest Gaming Showcase el 1 de junio de 2023, como juego de lanzamiento para los nuevos auriculares. 
Oculus Studios lanzó Asgard's Wrath 2 para Meta Quest 2, Meta Quest Pro y Meta Quest 3 el 15 de diciembre de 2023, que se incluirá con todas las compras de Meta Quest 3 hasta el 27 de enero de 2024. 

## Recepción
"Asgard's Wrath 2 recibió "aclamación universal" en Metacritic.  IGN le dio una puntuación perfecta y lo eligió sus editores, escribiendo que "establece un nuevo estándar de oro para la realidad virtual" y compite con los mejores juegos de rol en cualquier plataforma.  UploadVR dijo que "ofrece a los jugadores de Quest más que nunca, en una escala inexplorada". En su reseña, elogiaron lo que consideraban una jugabilidad épica, pero dijeron que el juego se vio decepcionado al adoptar las convenciones de los juegos de rol que no son de realidad virtual.  El crítico NPR dijo que Asgard's Wrath 2 se había convertido en su nuevo juego de realidad virtual favorito y escribió que "la jugabilidad, el ritmo y la historia son un regalo de los dioses".  Siliconera lo llamó "un esfuerzo realmente genial y bien elaborado" y dijo que el único inconveniente era que los gráficos estaban limitados por Meta Quest 3 en comparación con las plataformas que no son de realidad virtual. 

## Premios y nominaciones
| Año  | Ceremonia                           | Categoría                                            | Resultado | Ref.          |
| ---- | ----------------------------------- | ---------------------------------------------------- | --------- | ------------- |
| 2024 | 13° premios de juegos de Nueva York | Premio Coney Island Dreamland al mejor juego AR/VR   | Ganador   | [ 9 ] [ 10 ]  |
| 2024 | 27ª edición de los premios DICE     | Premio D.I.C.E. al Juego de Realidad Virtual del Año | Ganador   | [ 11 ] [ 12 ] |
| 2024 | 27ª edición de los premios DICE     | Logro técnico de realidad inmersiva                  | Nominado  | [ 11 ] [ 12 ] |